# Comte de Lautréamont
Comte de Lautréamont var et pseudonym og senere officielt navn for Isidore Lucien Ducasses (født 4. april 1846 i Montevideo, død 24. november 1870 i Paris). Han var digter og forfatter af Les Chants de Maldoror (fr) (Maldorors Sange) og Poésie I & II.
Som 13-årig rejste han fra fødelandet Uruguay til Frankrig og slog sig i 1867 ned i Paris, hvor han skiftede navn til Comte de Lautréamont.
Han blev til en gådefuld skikkelse i 1800-tallets franske kultur og blev først værdsat efter sin tidlige død.
Især surrealisterne forgudede ham. De så ham som deres forløber, som en af de første, der opdagede det ubevidstes hemmelighedsfulde kraft til at forny kunsten. Det var i de Lautréamonts Maldorors sange fra 1869, at man kunne læse den berømte definition på en ny slags skønhed: Smuk som det tilfældige møde på et operationsbord mellem en symaskine og en paraply…det surrealistiske postulat.

## Biografi
Ifølge dokumenterne var faderen (François Ducasse) føjelig, modig, ivrig og utrættelig i tjenesten og viste tapperhed under belejringen af Montevideo. Men efter fablerne var han dandy med skandaler i kølvandet, "en samler af teaterpiger".... Han døde i 1887 på et førsteklasses hotel og midt i gode forretninger.
Om sønnen Isidore ved man intet fra hans første tretten leveår.....
13 år gammel blev han af faderen sendt til Frankrig, to år forsinket til gymnasiet i hjembyen Tarbes.....
Fra hans tid hèr har vi en kammerats langt senere beskrivelse af hans udseende og væsen: 
"En stor, ung mand, tynd og med en lidt bøjet ryg, bleg hudfarve, langt hår, der faldt ned over panden, og stemmen let syrlig... Han var almindeligvis trist og tavs og ligesom lukket inde i sig selv;...og han klagede ofte over smertefulde migræner"
Med sig fra Montevideo har Isidore Ducasse det første afsnit af "Maldorors Sange", og det tryktes både i Paris og i Bordeaux i 1869....Forlægger Lacroix var en ambitiøs og dristig mand, der på sin liste havde Victor Hugo i eksil, Eugène Sue, Proudhon og den ukendte Emile Zola.... "Maldorors Sange" blev sat i Bruxelles og udkom sidst i oktober 1869. Men salget til Frankrig blev suspenderet af frygt for politi-beslaglæggelse...."Maldorors Sange" forblev på lageret til 1874, og Isidore Ducasse fik aldrig sin bog i boghandlen... Men allerede i 1868 melder han om et nyt skrift, som blev til "Poésies" I-II, som er lyrisk prosa... den fik undertitlen " forord til en fremtidig bog" – men denne bog blev aldrig skrevet: 29 november døde Isidore Ducasse...
 Hans gravmæle er for dyrkere hans to bøger, og hans to gravskrifter står i dem, den første findes i finale i § VIII fra den sjette sang: 
"Man må være retfærdig mod ham. Han har højligt idiotiséret mig. Hvad ville han ikke have gjort, hvis han havde kunnet leve længere! han er den bedste lærer i hypnotisme jeg kender! Man vil indhugge disse få rørende ord på min gravs marmorsten, og mine ånder vil være stillet tilfreds!" 
 Den anden lyder mere selvmedlidende:
 " Her hviler en ung mand der døde brystsyg: De véd hvorfor. Bed ikke for ham." 

## Oversættelser i Skandinavien

### Danmark
- Le Comte de Lautréamont – Maldorors Sange (1969)", lille udvalg oversat for første gang på dansk af Jørgen Sonne; edition Gyldendal, 1969 – Omslag og typografi af Søren Hansen.
- Maldorors sange af Comte de Lautréamont, Isidore Ducasse, på dansk ved Lars Bonnevie, 1. opl.. 1986. 239 sider, Forlag: Nansensgade Antikvariat.
- Samlede skrifter, Isidore Ducasse,Poesier I-I oversættelse, forord og noter ved Karen Stougård Hansen 1982, + Maldorors sange på dansk ved Lars Bonnevie 1986,323 Sider,Nansensgade Antikvariat.
- Svend Wiig Hansen. Seks linoleumssnit til Comte de Lautréamont, 5 : Maldorors sange
- GRAFISK BLAD: Evald Kobberrød, 1969 • En linoleumssnit, sort-hvid. Forlag: Evald Kobberrød.
- Lautreamont: Maldorors sange oversat af Lars Bonnevie. Poesier I-II.oversat af Karen Stougård Hansen Samlede skrifter og breve. Ny udgave i ét bind Nansensgade Antikvariat & Forlag 375 s., År 2012

### Sverige
- Maldorors sånger. FIB: Lyrikklubb, Stockholm 1968. Første svensk edition. Oversættelse og forord ved Hans Levander. Illustrationer af Salvador Dali.
- DUCASSE, ISIDORE. (GREVE LAUTRÉAMONT) Maldorors sånger. Oversættelse af Carl-Henning Wijkmark. Illustrationer af Ragnar von Holten. Cavefors, Lund 1972.
- Samlade verk, Lautréamont Maldoror. Alastor Press, Övers: Elias Wraak 340 s.

### Norge
- Maldorors sanger. Traduction og forord ved Annie Riis. Oslo 1988.

## Sjette sang, § 1,uddrag
...Han er smuk som rovfuglekløers sammentrækkelighed; 
 eller også som muskelbevægelsernes usikkerhed i sår over de bløde partier af baghjerneregionen; 
eller snarere som denne evigheds-rottefælde, der hele tiden holdes lukket af det fangne dyr, 
og som alene kan holde til dets gnaven i ubegrænset tid, og endda fungere skjult under sengehalmen; 
og især da som det tilfældige møde på et dissektionsbord mellem en symaskine og en paraply!...